# Можейко, Павел Викторович
Павел Викторович Можейко (1911—1987) — подполковник Советской Армии, участник Великой Отечественной войны, Герой Советского Союза (1945).

## Биография
Павел Можейко родился 28 декабря 1911 года в деревне Сапожки (ныне — Кормянский район Гомельской области Белоруссии). 
После окончания пяти классов средней общеобразовательной школы и школы фабрично-заводского ученичества работал рольщиком на Ново-Борисовской бумажной фабрике, позднее заведовал школьным отделом Борисовского райкома ВЛКСМ. В декабре 1931 года Можейко был призван на службу в Рабоче-крестьянскую Красную Армию. В 1933 году он окончил Ленинградскую военно-теоретическую школу лётчиков, в 1935 году — Оренбургскую военную авиационную школу лётчиков и лётнабов, в 1939 году — курсы военкомов-лётчиков. С начала Великой Отечественной войны — на её фронтах.
К апрелю 1945 года майор Павел Можейко командовал эскадрильей 525-го штурмового авиаполка 227-й штурмовой авиадивизии 8-го штурмового авиационного корпуса 8-й воздушной армии 4-го Украинского фронта. К тому времени он совершил 107 боевых вылетов на бомбардировку и штурмовку скоплений боевой техники и живой силы противника, нанеся ему большие потери.
После окончания войны Можейко продолжил службу в Советской армии. В 1947—1950 годах — начальник Криворожской школы пилотов ГВФ (ныне Бугурусланское лётное училище ГВФ).
В 1950 году в звании подполковника он был уволен в запас. Проживал и работал в городе Добруш Гомельской области Белорусской ССР. 
Умер 19 января 1987 года. Похоронен в городе Добруш на кладбище «Дубы».

## Награды
Указом Президиума Верховного совета СССР от 29 июня 1945 года майор Павел Можейко был удостоен высокого звания Героя Советского Союза с вручением ордена Ленина и медали «Золотая Звезда».
Был также награждён двумя орденами Красного Знамени, орденом Александра Невского, двумя орденами Отечественной войны I степени, орденом Красной Звезды и рядом медалей.

## Память
- В честь Можейко названа улица в Сапожки (Кормянский район, Гомельская область)[1].
- Стела на Алле Славы в Корме (Гомельская область)[2].
- В Гомеле имя П. В. Можейко выгравировано на мемориальной доске, установленной в 1971 году на здании авиаспортклуба ДОСААФ (ул. Гагарина, 55) в честь лётчиков, которые в 1930-е годы учились в Гомельском аэроклубе[3].